# Qoşaoba
Qoşaoba è un comune dell'Azerbaigian situato nel distretto di Zərdab. Conta una popolazione di 2 492 abitanti.